# Heteroscodra crassipes
Heteroscodra crassipes är en spindelart som beskrevs av Hirst 1907. Heteroscodra crassipes ingår i släktet Heteroscodra och familjen fågelspindlar. Utöver nominatformen finns också underarten H. c. latithorax.